# فرناندا فيريرا (مجدفة)
فرناندا فيريرا (بالبرتغالية: Fernanda Nunes Leal Ferreira‏) هي مجدفة برازيلية، ولدت في 25 يناير 1985 في ريو دي جانيرو في البرازيل.

## وصلات خارجية
- فرناندا فيريرا على موقع الاتحاد الدولي للتجديف (الإنجليزية)
- فرناندا فيريرا على موقع اللجنة الأولمبية الدولية (الإنجليزية)
- فرناندا فيريرا على موقع أوليمبيديا (الإنجليزية)
- فرناندا فيريرا على موقع اللجنة الأولمبية البرازيلية (البرتغالية)